# Милюков, Алексей Николаевич
Алексей Николаевич Милюко́в (1860, Москва — 1913) — русский архитектор. Выходец из дворянского рода Милюковых, сын архитектора Н. П. Милюкова. Родной брат — видный политический деятель П. Н. Милюков, двоюродный брат — архитектор Н. В. Султанов.

## Биография
Алексей Николаевич родился 31 января 1860 в Москве. Родителями его были архитектор Николай Павлович и Мария Аркадьевна (в девичестве Султанова). Он был младшим братом Павлу Николаевичу Милюкову.
Окончил Императорское Московское техническое училище в 1884 году. Был вместе с братом взят Департаментом полиции под негласный надзор в 1882 году из-за переписки с ссыльным Я. И. Лудмером. У братьев в 1881 году на квартире было проведено три обыска, хотя два из них произошли из-за крупной растраты денег одним из их близких знакомых, Ф. И. Мельницким, но третий был связан с подозрениями, что на квартире происходят противоправные собрания.
Работал на Трёхгорной мануфактуре. Принимал участие в революционной деятельности. Был женат на Аделаиде Блезе, чей отец Э. И. Блезе был музыкантом и артистом. У них в семье было двое детей.
Работал в земской управе в Тверской губернии, и после проектировал строительство домов в Москве. Автор нескольких производственных зданий и доходных домов в Москве. Совместно с Б. М. Великовским владел частной архитектурной конторой. При участии В. А. Веснина, работавшего помощником Милюкова, разработал проект торгового дома Ролла на Сретенке.
Умер в Кисловодске в 1913 в результате болезни.

## Постройки
- Ткацкий корпус ткацкой фабрики «Трёхгорная мануфактура» (1896, Рочдельская улица, 13-15, корпус 8), выявленный объект культурного наследия.
- Производственный корпус (1908, Озерковская набережная, 50);
- Доходный дом И. Е. Кузнецова, совместно с архитектором Б. М. Великовским, при участии В. А. Веснина и А. А. Веснина (1908—1910, Мясницкая улица, 15), объект культурного наследия регионального значения;
- Доходный дом Лунц, совместно с Б. М. Великовским (1910, Кривоколенный переулок, 9);
- Особняк Грибова, совместно с Б. М. Великовским и Л. А. Весниным (1910, Хлебный переулок, 15);
- Производственные корпуса (1913, Шлюзовая набережная, 6/1);
- Доходный дом М. И. Алексеева, совместно с Б. М. Великовским и В. В. Корчагиным (1912—1914, Большая Полянка, 42/2);